# Aurelia Stoie Mărginean
Aurelia Stoie Mărginean (n. 19 iunie 1940, Târgu Mureș, județul Mureș, România) este pictor și grafician român  membru al Uniunii Artiștilor Plastici din România.

## Biografie
S-a născut la 19 iunie 1940, la Târgu Mureș și, ulterior, s-a stabilit la Brașov. Este absolventă a Institutului de Arte Vizuale "Ion Andreescu" de la Cluj-Napoca, promoția 1966. I-a avut profesori pe Theodor Harșia, Aurel Ciupe, Petru Feier și Radu Maier. 
Este membră a Uniunii Artiștilor Plastici din România și a Asociației Internaționale de Artă Plastică – UNESCO. 
Este profesoară de pictură și grafică la Școala de Arte – Brașov, în perioada 1975-2004.
Debutează în 1966, la Brașov și primele expoziții personale le are în 1969, la Brașov și București, fiind prezentată de criticul literar Vasile Drăguț. 
Participă la toate saloanele anuale ale Uniunii Artiștilor Plastici - Filiala Brașov din 1967 până în prezent, participă la expoziții de grup, la saloane republicane. Are numeroase expoziții personale în țară și în străinătate, la București, Miercurea-Ciuc, Brașov, Rishon LeZion, Ierusalim, Veneția, Madrid, Berlin, Viena, Nicosia.
Participă la expoziții internaționale și de grup în străinătate: Germania, Belgia, Franța, Austria, Danemarca. 
Are preocupări constante în domeniul graficii de carte și a afișului, realizând ilustrații de carte pentru volume de poezie și monografii, cum ar fi: Pământul din statui, de Adrian Munțiu (1977), Pelerinaj la Beethoven, de Richard Wagner (1979), Almanahul Coresi (Brașov 1984, 1986), Scheii Brașovului (1993).
In 2018 a primit distincția de  „Cetățean de Onoare al Municipiului Brașov“.
Are lucrări în muzee: Brașov, Ploiești, Deva, Lăzarea, Valea Doftanei, Tulcea

## Citate
- Alexandru Cebuc, Vasile Florea, Negoiță Lăptoiu: „După experiențe consumate inițial, sub incidenta unui figurativ robust, animat de certe intenții constructive, Aurelia Stoie Mărginean trece la o viziune sintetică , de vastă cuprindere, în spiritul perspective vol d’oiseau, creând câmpuri feerice, mozaicate, cu ritmuri urbane sau fragmente marine  etern dăinuitoare, pentru că reprezintă restituiri obiectivate prin filtrul unui vibrant sentiment poetic.“[3]
- Nora Iuga: „Aurelia Stoie Mărginean este un asemenea artist care răscolește toate bucătăriile lumii, se umple de gusturi stranii și arome ca să le redea oamenilor transfigurate de plăcerea resimțită de ea. Iată imaginea pe care mi-o stârnește cunoscuta și recunoscuta artistă plastică Aurelia Stoie Mărginean, după mulți ani în care am avut răgaz s-o cunosc ca pictoriță și ca prietenă. Până și numele ei pare predestinat. Aurelia e o artistă solară care trăiește și recreează frumosul sub toate formele lui.“[4]
- Petru Comarnescu: „Aurelia Stoie Mărginean expune picturi și desene inspirate de arhitectura modernă sau de cea gotică, de peisajele și construcțiile din Țara Bârsei, impresionând prin organizarea inedită a priveliștilor . E un cert talent, încă în formare, cu viziuni în parte originale, de amploare poetică.(cronică de expoziție)
- Mihai Nadin: „Artista încearcă să cuprindă concepția contemporană asupra organizării spațiului urban de existență (Deschidere spre cer, Cartierele imense). Faptul mi se pare cu deosebire important pentru că, în acest caz, avem de-a face, în primul rând, cu o atitudine reflexivă, cu asumarea răspunderii artistului de a trece dincolo de aparențe, de a sesiza datele esențiale ale existenței umane, în condițiile societății contemporane.“[5]
- Veronica Bodea Tatulea: „Ființă îndrăgostită de oameni, de poezie, de natură, artista tinde în permanentă spre pictura poem, imaginea-cuvânt închipuind o alianță originară a formei cu verbul(...) Se pare că experiența de a vedea aura din jurul plantelor este un dat natural al artistei. Știe că abundența vegetală care dă sens vieții pe pământ este o sursă de putere pentru ea însăși, generalitatea sa ultimă, invariantul unei purități debordante, cotropitoare.“[6]
- Gheorghe Vida „Conservând în continuare potențialitățile tectonice și poetice din lucrările inspirate de vechile hărți și vedute, de fapt o reproiectare a siglei lor stilistice în realitate, artista evoluează firesc, spre un contact mai direct și mai dinamic cu natura, în transcrieri panteiste ale senzațiilor meteorologice, ale vibrațiilor aerului, resimțit ca o "pneumă" vitală, gândire dezvoltată cu prilejul vizitei la Ierusalim sau mai înainte, în profundele și tulburătoarele uleiuri consacrate mării, acest univers aflat în permanentă mișcare, atât de potrivit temperamentului artistei, ea fiind un receptacol sensibil și o mare inițiată în aceste taine, ce se conjugă inextricabil cu o vocație artistică dintre cele mai autentice.“ (cronică de expoziție)

## Expoziții personale (selecție)
- 1969 – Expoziție personală, sala Ateneul tineretului, București.
- 1974 - Expoziție personală, Galeriile Victoria, Brașov
- 1974 - Expoziție personală, Galeria Amfora, București
- 1978 - Expoziție personală, Galeriile Victoria, Brașov și Sala Eforie, București.
- 1982 - Expoziție personală Impresii de la Budapesta, Galeriile Brassoi Lapok, Brașov
- 1984 - Expoziție personală, Sala Arta, Brașov.
- 1990 - Expoziție personală, Galeriile Victoria, Brașov.
- 1992 - Expoziție personală Brașovul în acuarelă și guașă, Muzeul de Artă Brașov
- 1996 - Expoziție personală, Casa Americii Latine, București
- 1998 - Expoziție personală Nouă zile la Ierusalim, Muzeul de Artă, Brașov
- 2000 - Expoziție retrospectivă de pictură, Muzeul de Artă, Brașov;
- 2000 - Expoziție personală De la Brașov la Rishon Lezion, Rishon LeZion, Israel
- 2000 - Expoziție personală Ierusalim, în viziunea unui artist român, Palatul Suțu, Muzeul Municipiului București
- 2002 - Expoziție personală, Institutul Cultural Român și de Cercetare Umanistică, Veneția, Italia
- 2003 - Expoziție personală de acuarelă, Institutul Cultural Român Berlin, Germania; Expoziție personală, institutul Francez București
- 2003 - Expoziție personală Note de călătorie – Veneția, Institutul Italian de Cultură, București
- 2003 - Expoziție personală Note de călătorie – Paris, Ierusalim, Veneția, Muzeul de artă, Brașov
- 2004 - Expoziție personală, Galeriile Victoria, Brașov;
- 2004 - Expoziție personală, Institutul Cultural Român, Madrid, Spania
- 2004 - Expoziție personală de acuarelă Salvați Vama Veche, Muzeul de Artă Brașov.
- 2004 - 2005 - Expoziție personală Trei capitale europene în lumina acuarelei – Berlin, Madrid, Viena, Muzeul de Artă; Brașov.
- 2005 - Expoziție personală de acuarelă, Institutul Cultural Roman, Viena, Austria
- 2006 - Expoziție personală Cipru, Creta, Santorini, Muzeul de Artă Brașov link - http://cultural.freehostia.com/arhiva-ev/evenimente/even06-3.htm
- 2007 - Expoziție personală Eternul Ierusalim, Muzeul de Artă Brașov
- 2007 – Expoziție de grafică și sculptură împreună cu sculptorul Charalampou Christodolou, Nicosia, Cipru
- 2008 - Expoziție personală Jurnal pictat în China, Muzeul de Artă, Brașov
- 2008 - Expoziție personală de grafică Halou eminescian, Universitatea Transilvania, Brașov
- 2010 - Expoziție ex-libris Aventurile lui Don Quijote, Biblioteca Județeană George Barițiu, Brașov
- 2011 - Expoziție personală Călătoria. Clipe americane, Muzeul Național al Satului „Dimitrie Gusti”, București
- 2011 - Expoziție personală Ierusalim, Lumină și culoare, Muzeul Unirii, Iași
- 2012 - Expoziție personală  de acuarelă, pictură, grafică Ierusalim, Palatul Parlamentului, București
- 2012 - Expoziție personală Capul Nord – schițe de călătorie, Galeriile Europe, Brașov
- 2013 - Expoziție personală Spania, impresii de călătorie, Galeriile Europe, Brașov
- 2014 - Expoziție personală In grădina lui Moshe, Galeriile Europe, Brașov
- 2015 - Expoziție personală de pictură și grafică Retro 75, Galeriile Europe, Brașov
- 2017 - Expoziție personală Schițe de călătorie: Coasta de Azur, Sicilia, Ierusalim, Corfu, Portugalia, Dubai, Galeriile Europe, Brașov
- 2018 - Expoziție personală de desene în peniță și tuș, Galeriile Europe, Brașov
- 2019 - Expoziție personală Mică retrospectivă – Plaja de la 2Mai spre Vama Veche, Galeriile Europe, Brașov.
- 2019 - Expoziție personală Clipe americane, Muzeul Național al Satului „Dimitrie Gusti”, București

## Cărți publicate
- Brașovul (album de artă), Editura Duminică, 1993, Brașov
- Semn de aer (poezie), Editura Transilvania Expres, 2015
- Șcheii Brașovului (desene în peniță, album documentar), Editura Transilvania Expres, 2015
- Zicale - Ziceri - Zicători, Editura Transilvania Expres, 2016
- Trăsături și expresii (galerie de portrete - pictură, pastel, creioane colorate, tuș), Editura Transilvania Expres, 2016
- Ierusalim - lumină și culoare (album de artă), Editura Transilvania Expres, 2016
- Clipe americane (album de artă), Editura Transilvania Expres, 2017
- Cipru - Insula Afroditei (album de artă), Editura Libris Editorial, 2017
- Itinerarii din China (album de artă), Editura Libris Editorial, 2017
- Peisaje din Brașov (album de artă), Editura Libris Editorial, 2018
- Venetia, Creta, Santorini (album de artă), Editura Libris Editorial, 2018
- Marea la 2 Mai și Vama Veche (album de artă), Editura Libris Editorial, 2019[7]
- Spre Nord (album de artă) Editura Libris Editorial, 2020
- Culorile Spaniei (album de artă), Editura Creator, 2020
- Ierusalim. Tel Aviv. Betleem. Schite in acuarelă (album de artă), Editura Libris Editorial, 2021
- Scotia. Portugalia. Sicilia. Schite in acuarelă (album de artă), Editura Libris Editorial, 2021
- Elada. Budapesta. Istanbul. Desen si acuarelă (album de artă), Editura Libris Editorial, 2021
- Coasta de Azur. Corfu. Dubai (album de artă), Editura Creator, 2021
- Viena (album de artă), Editura Creator, 2022
- Berlin (album de artă), Editura Creator, 2022